# NGC 3391
NGC 3391 is een spiraalvormig sterrenstelsel in het sterrenbeeld Leeuw. Het hemelobject werd op 1 april 1864 ontdekt door de Duitse astronoom Albert Marth.

## Synoniemen
- UGC 5920
- MCG 2-28-14
- ZWG 66.27
- IRAS10462+1429
- PGC 32347